# Kościół Wszystkich Świętych we Wrocance
Kościół Wszystkich Świętych we Wrocance – zabytkowy kościół katolicki w miejscowości Wrocanka, w woj. podkarpackim.
Podlega pod dekanat Miejsce Piastowe w archidiecezji przemyskiej. Kościół włączono do podkarpackiego Szlaku Architektury Drewnianej.

## Historia
Pierwszy kościół parafialny został wybudowany przed 1487 rokiem.
Obecny parafialny kościół pw. Wszystkich Świętych został zbudowany w 1770 z fundacji parafian i proboszcza Tomasza Boczarskiego. XVII-wieczna murowana zakrystia ze skarbczykiem na piętrze pozostała z poprzedniego, rozebranego kościoła. W 1886 kościół został rozbudowany o kaplicę pw. św. Rozalii i dwie kruchty przez Karola Gregora z Jasła i cieślę Puchalskiego. Mocno zniszczony i uszkodzony w czasie I i II wojny światowej został poddany w latach 60. XX w. kompleksowemu remontowi i częściowej rekonstrukcji (z całkowitym demontażem i budową od nowa).
Drewniany kościół ma konstrukcję zrębową na kamiennej podmurówce, ściany zewnętrzne pobite gontem. Prezbiterium zamknięte trójbocznie, nawa szersza, z przybudowaną od południa kaplicą oraz kruchtami od zachodu i północy. Dachy nad nawą, prezbiterium i kaplicą dwuspadowe o kalenicach na różnym poziomie, nad zakrystią trójspadowy, kryte gontem. Dach nad kruchtą północną pulpitowy, kryty blachą.
W skarbczyku belkowany strop z wtórnie wstawionym kawałkiem belki tęczowej z datą 1770 i nazwiskiem ks. Tomasza Boczarskiego oraz kilkoma deskami z poprzedniego kościoła z fragmentami polichromii późnorenesansowej z końca XVI w. W kościele stropy płaskie (w nawie i prezbiterium z kasetą), w kaplicy sklepienie pseudokolebkowe z lunetami. Wewnątrz dobrze zachowane ołtarze i wyposażenie, pochodzące z czasów od daty budowy kościoła do XIX w.

Kompleksowy remont kościoła i prace konserwatorskie rozpoczęte w latach 60. XX w., staraniem proboszcza i parafian, zostały zakończone w 1970 roku.

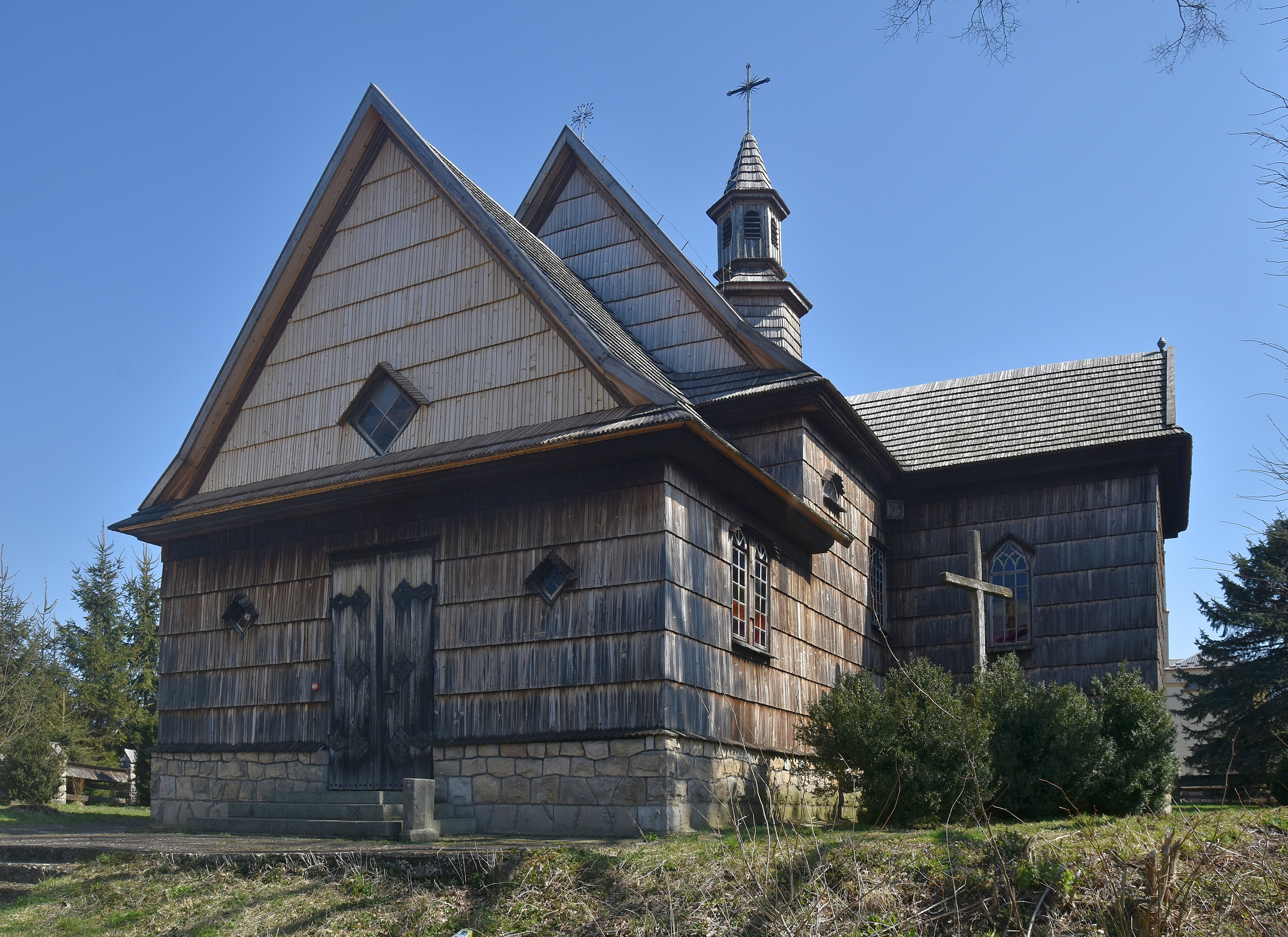
Elewacja frontowa
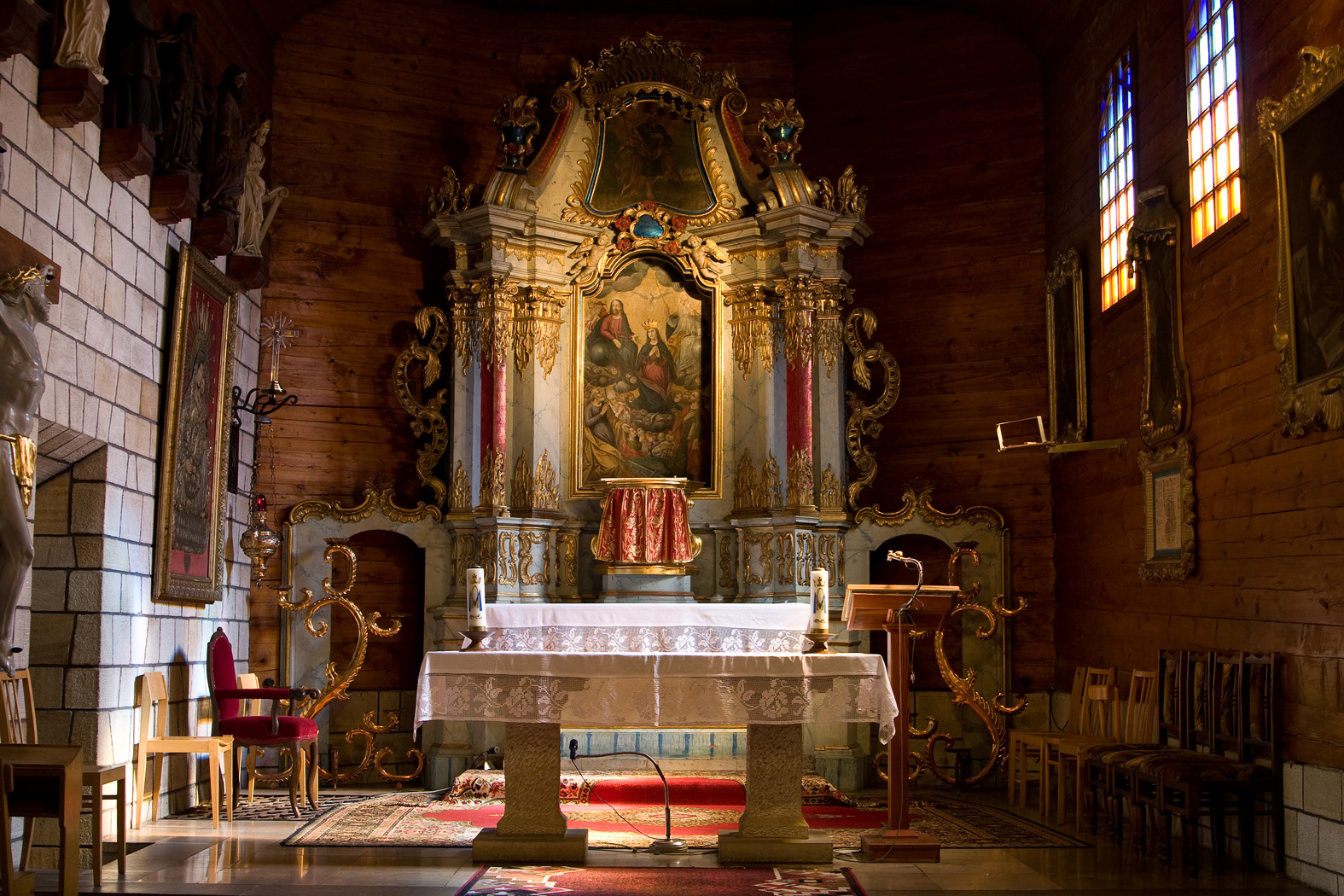
Wnętrze
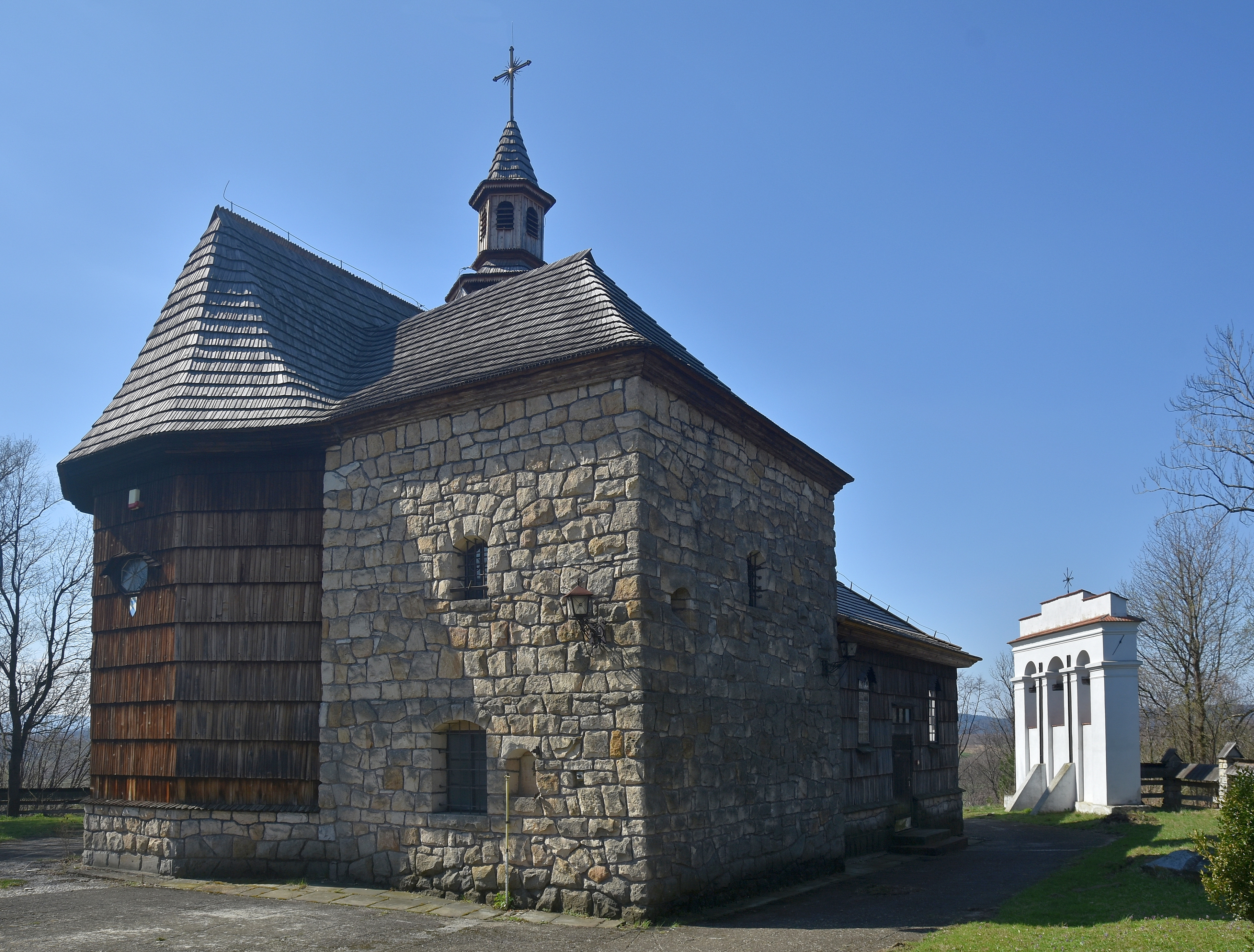
Widok z dzwonnicą